# Perodua

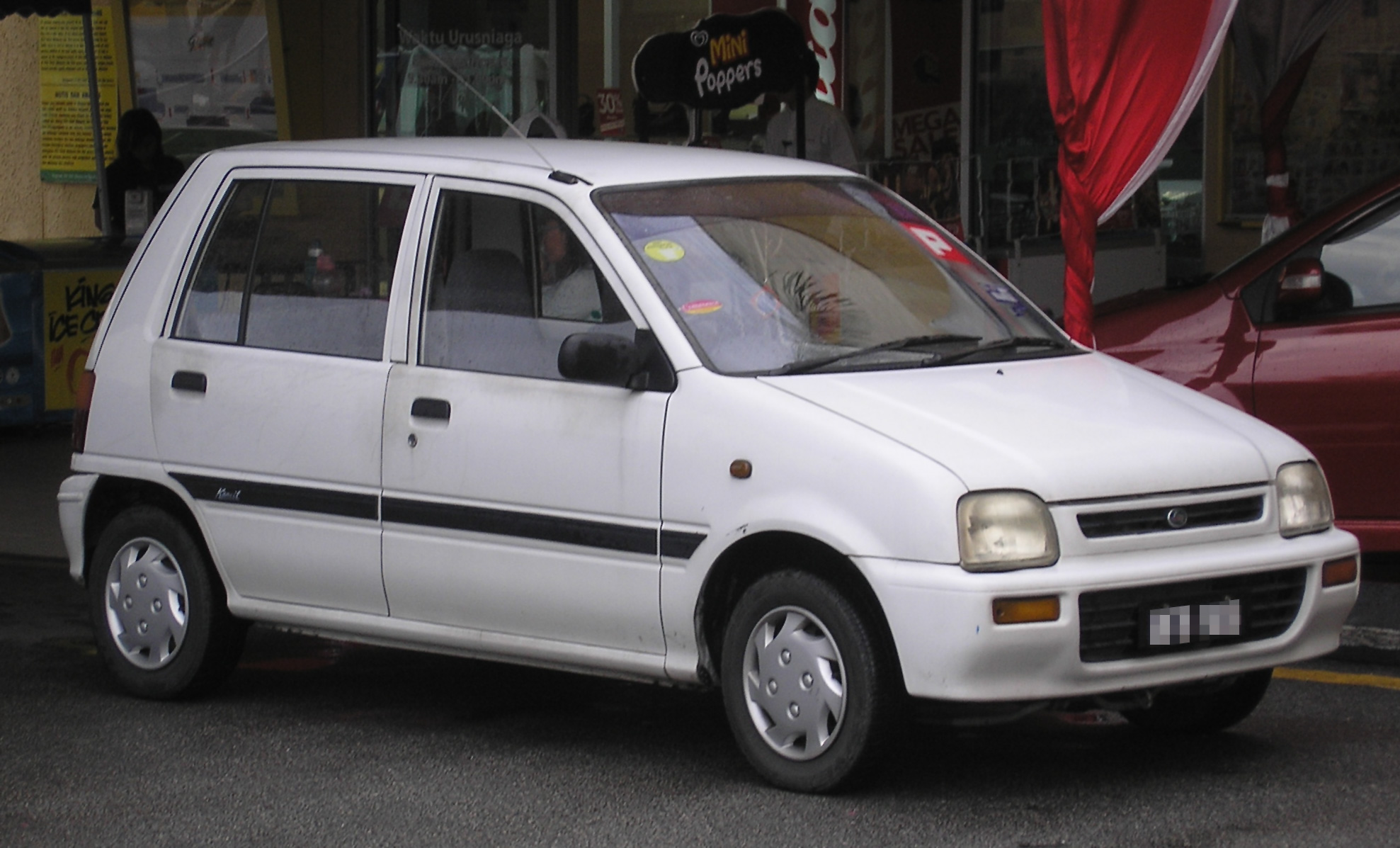
Perodua Kancil

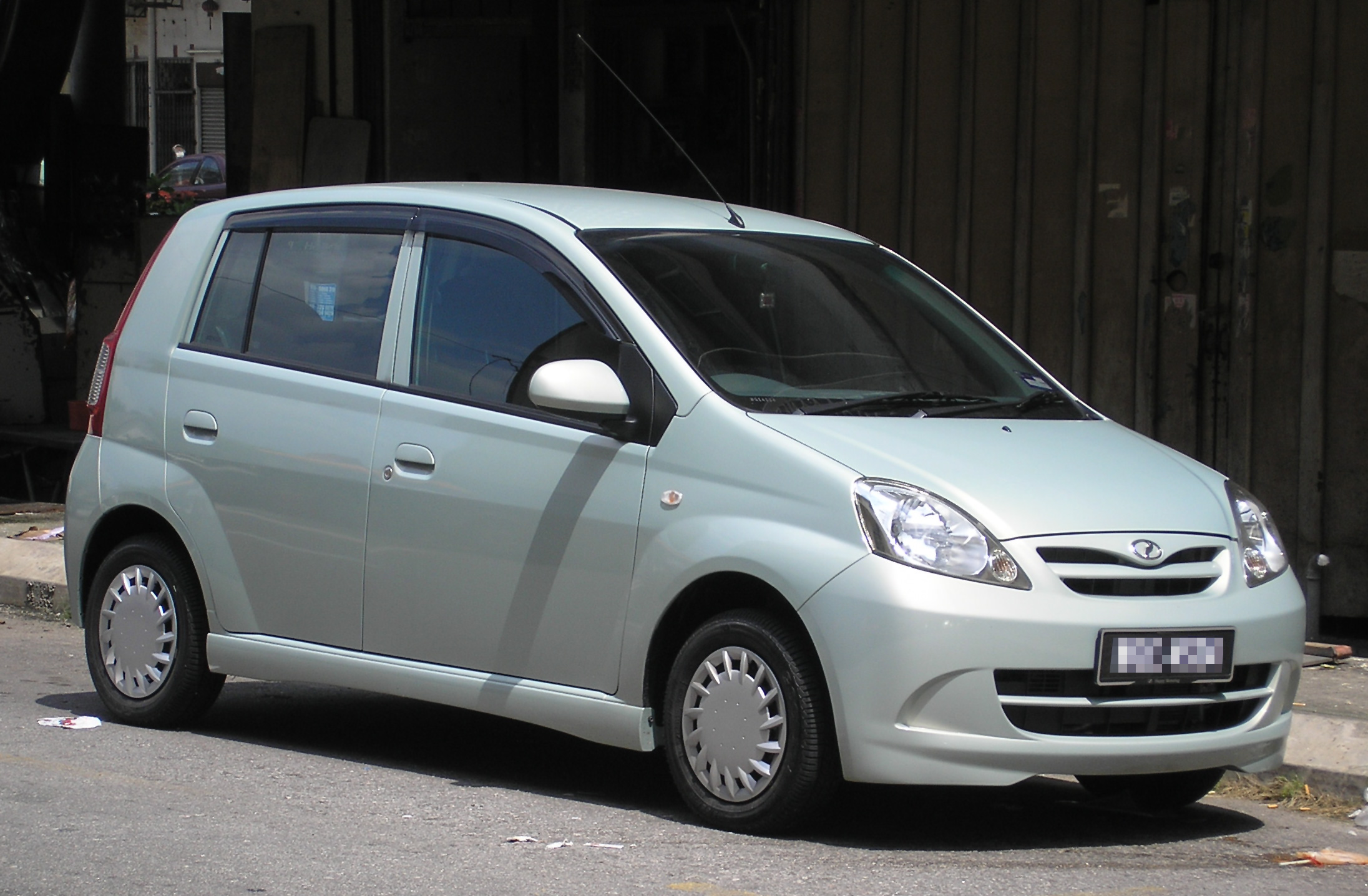
Perodua Viva

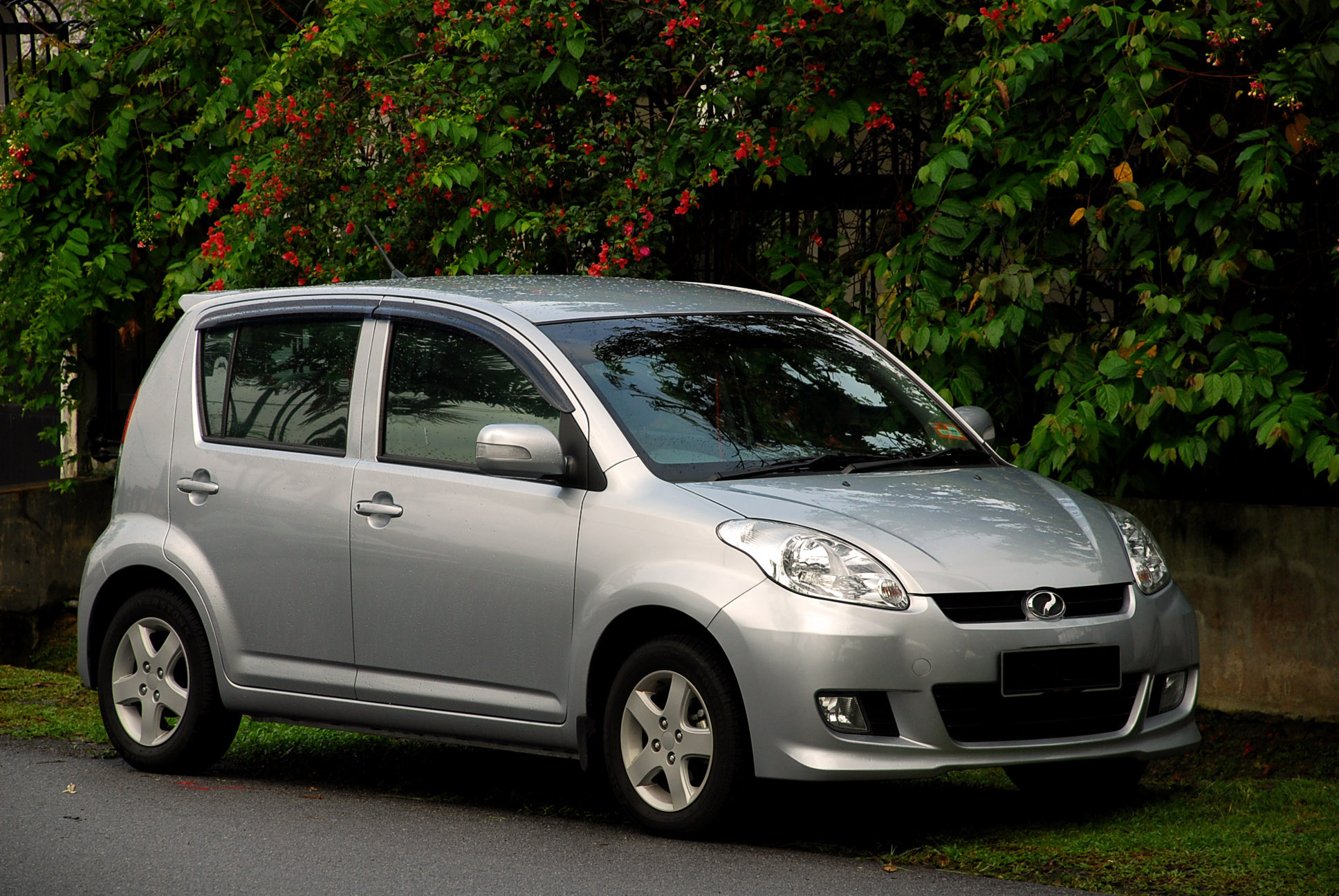
Perodua Myvi facelift

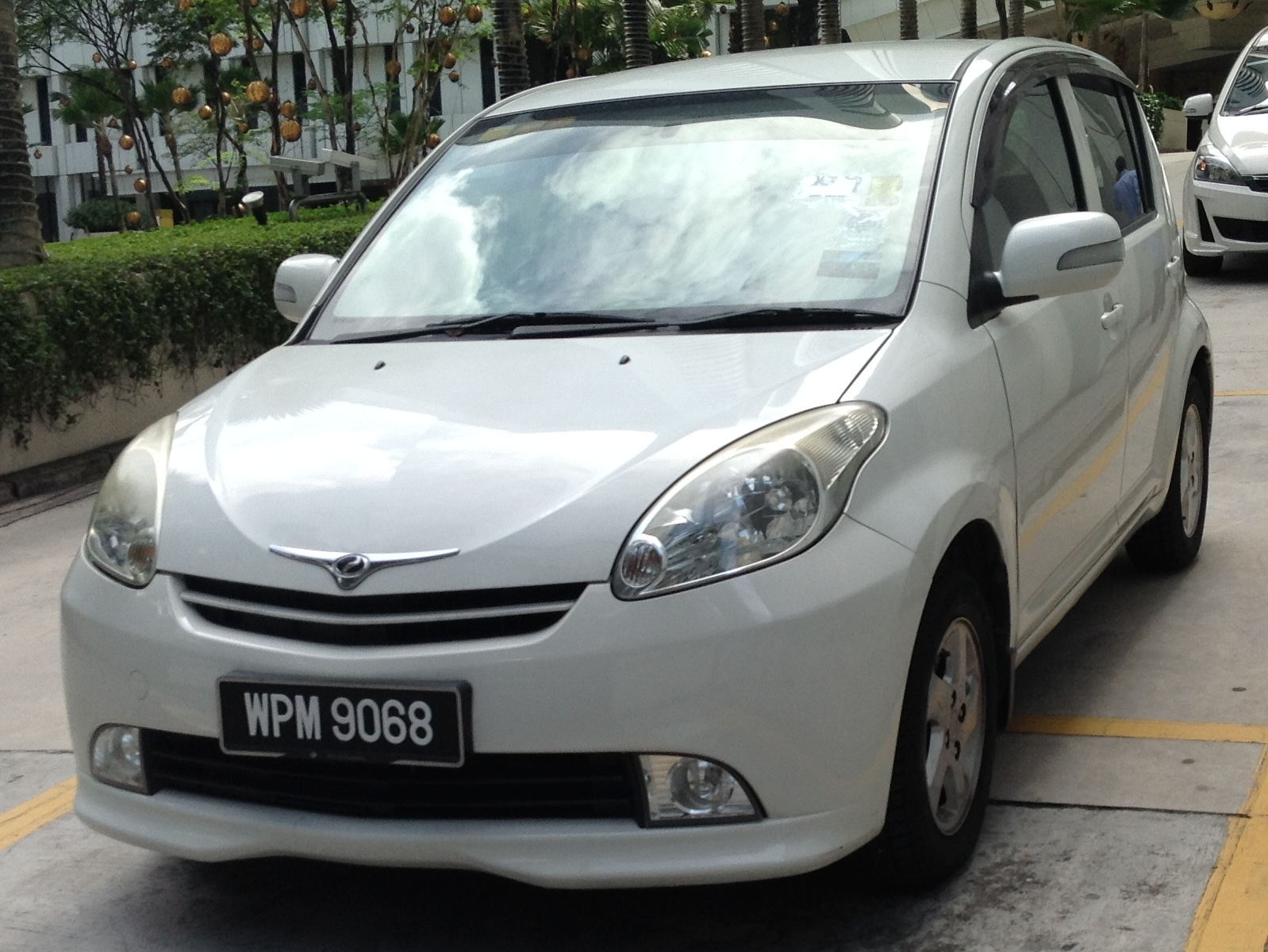
2006 Perodua Myvi pre-facelift

Perodua is na Proton het grootste automerk van Maleisië. Het automerk werd opgericht in 1993 en eind 1994 ging de eerste auto in productie, de Kancil.

## Activiteiten
UMW Holdings Bhd heeft een aandelenbelang van 38% in de onderneming, de andere aandeelhouders zijn Daihatsu (20%), MBM Resources (20%), PNB Equity Resources Corporation (10%), Mitsui & Co. (7%) en Daihatsu Maleisië (5%).
Op de thuismarkt is Perodua het meest verkochte automerk: in 2009 verkocht Perodua 166.700 auto's in Maleisië en had een marktaandeel van 31,3%, terwijl in 2008 nog 176.400 auto's werden verkocht (marktaandeel 30,5%).
Aangezien Daihatsu een meerderheidsbelang heeft in het automerk, zijn alle modellen die Perodua levert in principe licht gewijzigde Daihatsumodellen. Zo zijn zowel de Kancil, de Kelisa als de Viva niets anders dan verschillende generaties van de Daihatsu Cuore, maar dan met een eigen voor- en achterzijde. De Myvi is gebaseerd op de Daihatsu Sirion (ook bekend onder de namen Daihatsu Boon, Subaru Justy en Toyota Passo), de Kenari is gebaseerd op de Daihatsu Move, de Rusa op de Daihatsu Zebra, de Kembara op de vorige Daihatsu Terios en werd in 2008 opgevolgd door de Nautica, welke is gebaseerd op de huidige Daihatsu Terios. Aangezien Toyota voor 51,2% eigenaar is van Daihatsu, bouwt Perodua voor Toyota de Toyota Avanza, welke in landen als Indonesië en China als Daihatsu Xenia wordt verkocht.
In november 2009 heeft Perodua de nieuwe MPV Alza geïntroduceerd. Dit model is gebaseerd op de Daihatsu Boon Luminas/Toyota Passo Sette.
Perodua exporteert zijn auto's naar Brunei, Cyprus, Egypte, Fiji, Libanon, Malta Mauritius, Nigeria, Qatar, Saoedi-Arabië, Senegal, Singapore, Sri Lanka, Syrië en het Verenigd Koninkrijk.

## In productie
- Perodua Alza (sind 2009)
- Perodua Kenari (sinds 2000)
- Perodua Myvi (sinds 2005)
- Perodua Nautica (sinds 2008)
- Perodua Rusa (sinds 1996)
- Perodua Viva (sinds 2007)

## Uit productie
- Perodua Kancil (Nippa) (1994-2009)
- Perodua Kelisa (2000-2007)
- Perodua Kembara (1998-2008)

## Prototypes
- Perodua Kedidi (2006)
- Perodua XX06 (2006)